# Lytogaster gravida
Lytogaster gravida är en tvåvingeart som först beskrevs av Friedrich Hermann Loew 1863.  Lytogaster gravida ingår i släktet Lytogaster och familjen vattenflugor. Inga underarter finns listade i Catalogue of Life.